# Стадион Олимпийского Спортивного Комплекса (Шамкир)
Стадион Олимпийского Спортивного Комплекса (Шамкир) — стадион при открытом 25 мая 2009 года Олимпийском Спортивном комплексе в Шамкире. Вместимость трибун 2000 человек. Возрождённый в 2009 году Шамкир проводит свои домашние матчи на этом стадионе.